# Turó de la Roca de Xeix
El turó de la Roca de Xeix és un cim del municipi del Masnou (Maresme).

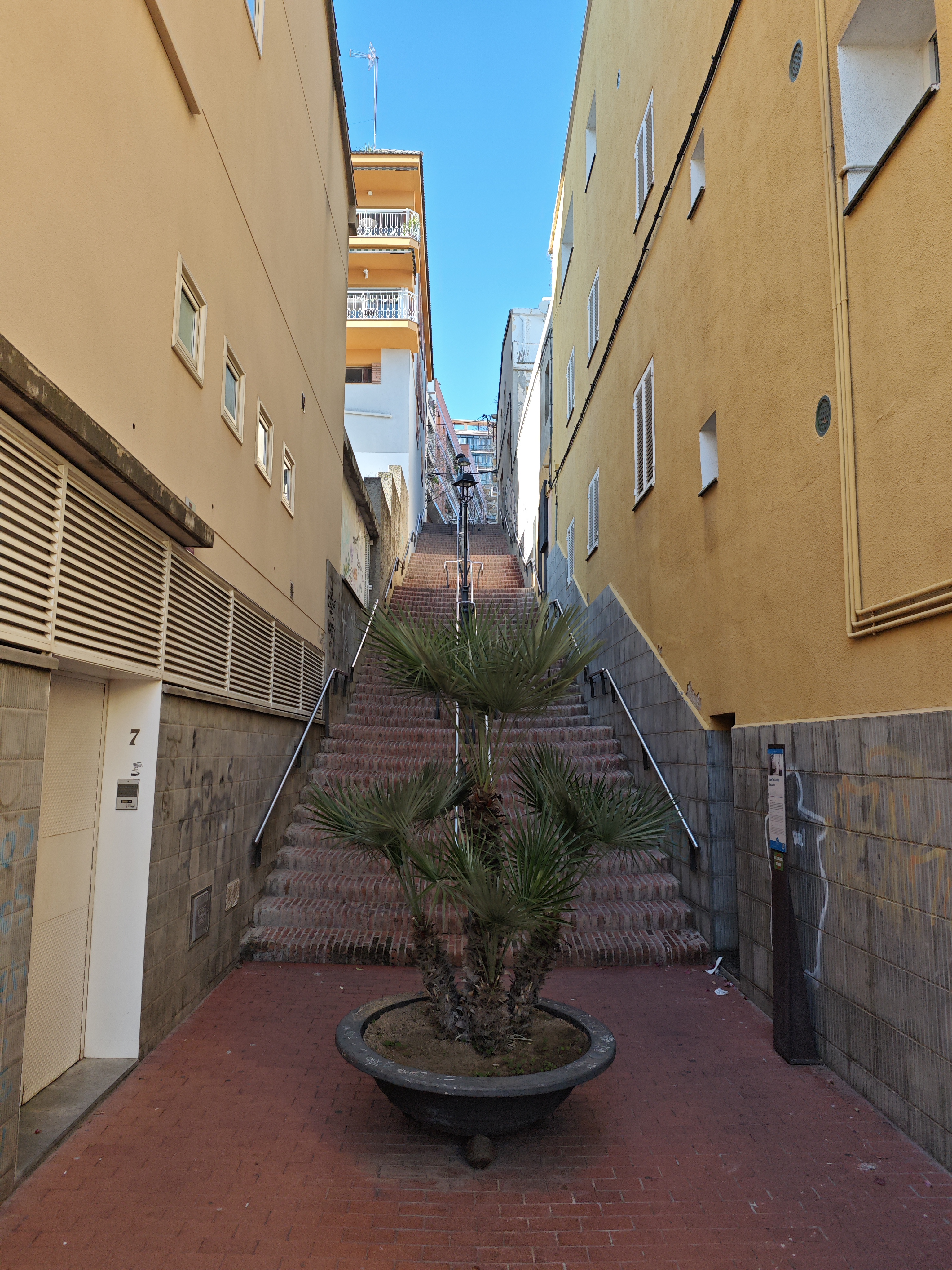
Les Seixanta Escales

El nucli originari del Masnou es va formar al voltant de l'església de Sant Pere, entre els turons coneguts com 'la Mesquita' i 'la Roca de Xeix', on s'arriba per les 60 escales que han esdevingut un carrer per a vianants de fort pendent, format per una successió d'esgraons i replans amb un acabat de maons a sardinell molt característic.